# Aluminum Bowl
L’Aluminium Bowl était un match d'après-saison régulière de football américain de niveau universitaire qui n'eut lieu qu'à une seule reprise en 1956. Il s'est joué au War Memorial Stadium de Little Rock en Arkansas le 22 décembre 1956 à 02 p.m ET,. Il s'agissait en fait de la finale de championnat de la National Association of Intercollegiate Athletics (NAIA) qui a mis en présence les équipes de Montana State University-Bozeman et de St. Joseph's College.
Les Bobcats de Montana State avait fini la saison sur un bilan de 8 victoires et aucune défaite (en ce y compris son premier " Brawl of the Wild " depuis 1902 à Missoula contre les Grizzlies du Montana). 
Le match fut retransmis sur CBS et 5,000 fans se retrouvèrent au stade, .  Le terrain était très boueux et le match se limita à une bataille de défenses. L'end-zone ne fut menacée qu'à deux reprises (une par chaque camp). Le fullback Mike Murphy (joueur de St. Joseph's College) après une longue course, fut tacklé sur la ligne des 16 yards adverses par Ron Warzeka, joueur de Montana State University-Bozeman. Un peu plus tard, Ron Warzeka manqua un field goal. Les Bobcats ne tentèrent que 2 passes, l'une fut incomplète, l'autre fut interceptée. Les Pumas de St. Joseph ne tentèrent qu'une seule passe qui se révéla incomplète.
Montana State University-Bozeman gagna 225 yards en 45 courses et St. Joseph's College 153 yards en 49 courses. Le score resta vierge et les deux équipes furent déclarées championnes de la saison 1956 de NAIA.

## Résultats
| Date        | Année | Lieu                  | Équipe        | Équipe | Équipe               | Équipe |
| ----------- | ----- | --------------------- | ------------- | ------ | -------------------- | ------ |
| 22 décembre | 1956  | Little Rock, Arkansas | Montana State | 0      | St. Joseph's College | 0      |